# Libnotes (Libnotes) subopaca
Libnotes (Libnotes) subopaca is een tweevleugelige uit de familie steltmuggen (Limoniidae). De soort komt voor in het Oriëntaals gebied.